# Fetttrennkanne

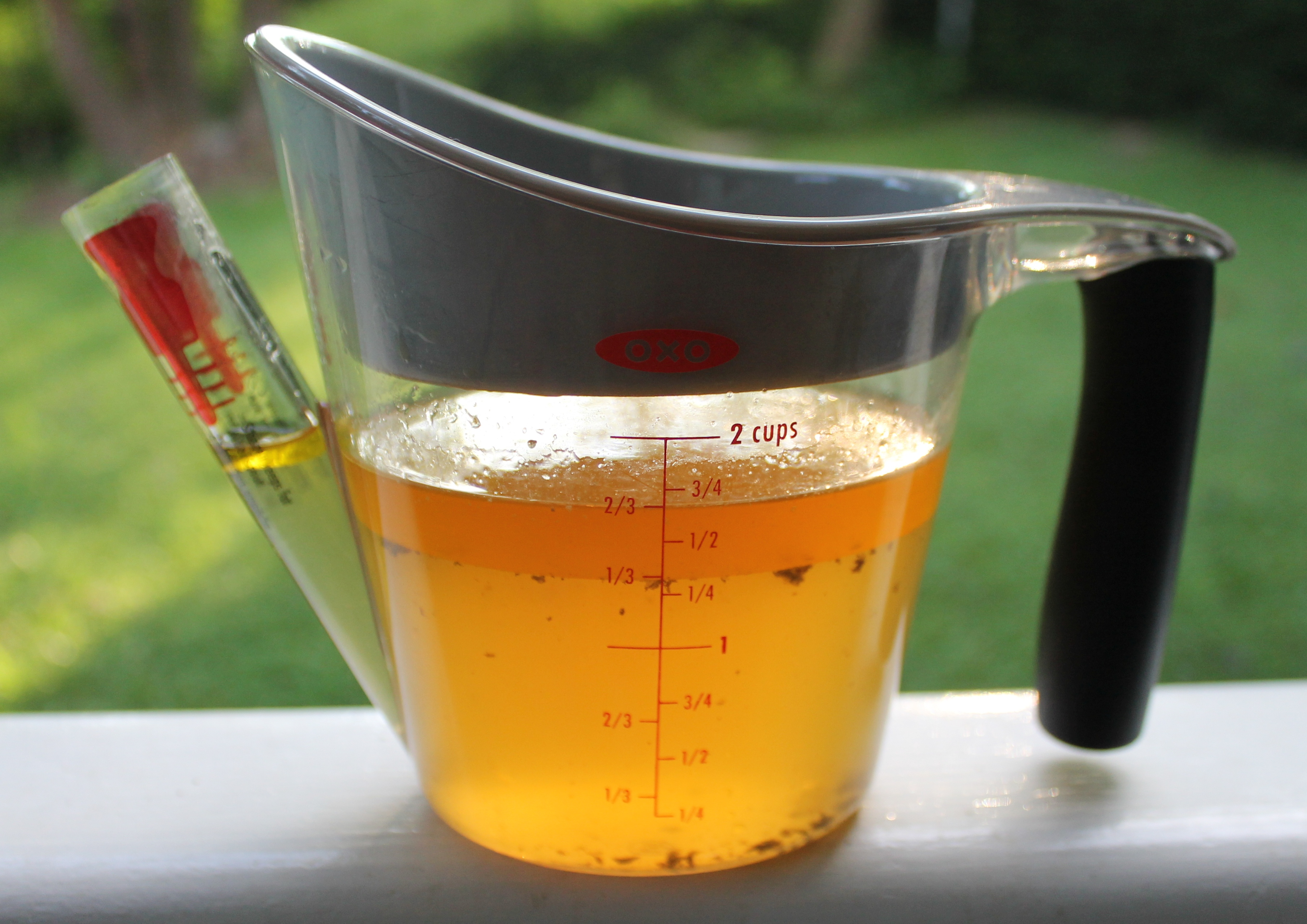
Fetttrennkanne – beide Phasen (Fettphase oben)

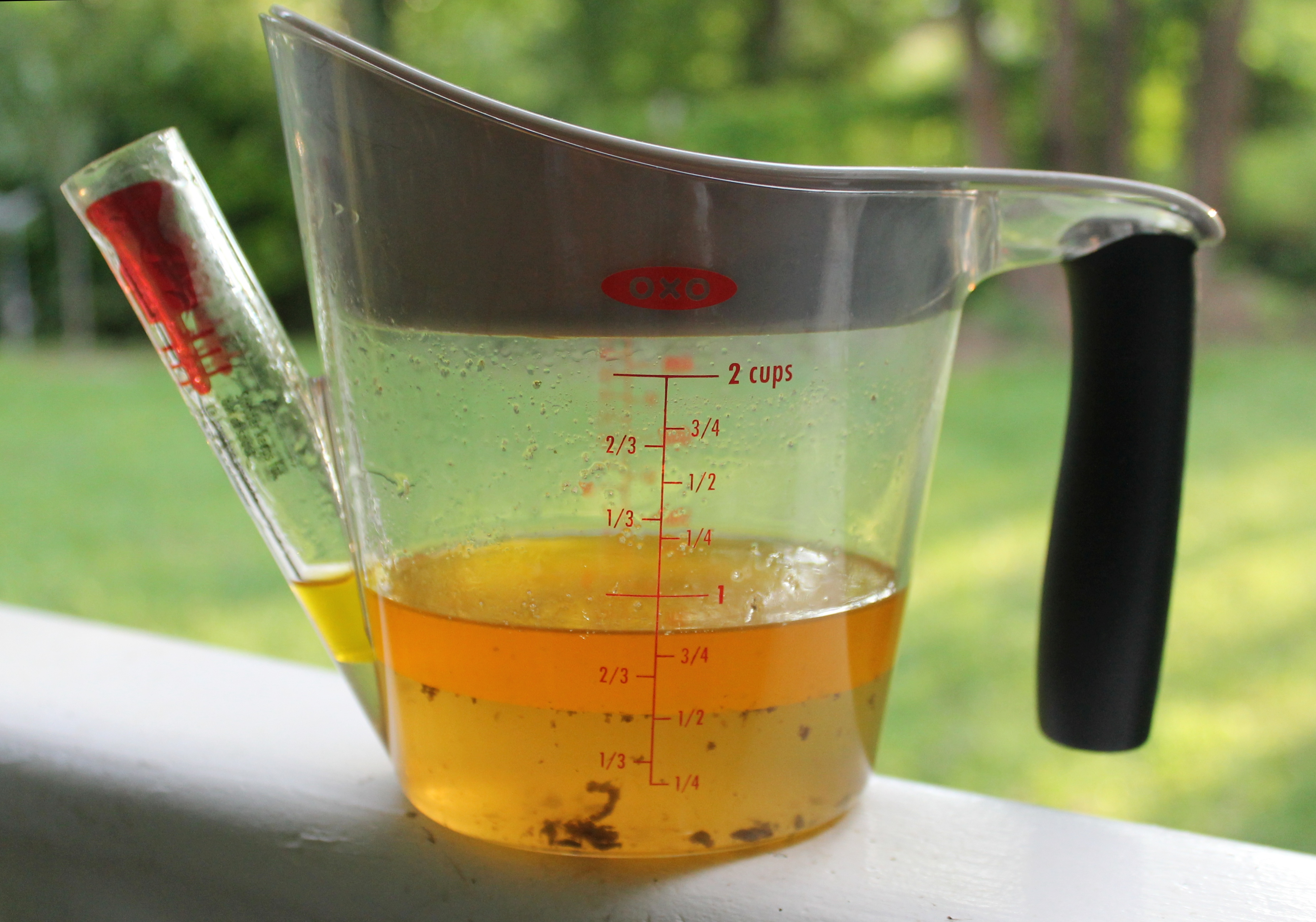
Fetttrennkanne – nach dem Abgießen der wässrigen Phase

Eine Fetttrennkanne (auch Fetttrenner, Fettabschöpfer oder Fettreduzierkanne) ist eine kleine, in der Küche verwendete Kanne aus Glas, Porzellan, Metall oder Kunststoff, deren Schnabel (Ausguss, Stutzen) unten, nahe dem Kannenboden, angesetzt ist, damit die untere wässrige Phase leicht von der oberen fettigen/öligen Phase getrennt werden kann.

## Funktion und Prinzip
Die Fetttrennkanne dient während der Arbeit in der Küche dazu, fett- oder ölhaltige Flüssigkeiten vor der Weiterverarbeitung von einem Großteil des Fettes zu befreien.
Öle und Fette sind nur sehr bedingt wasserlöslich. Wird ein Fett/Wasser-Gemisch, beispielsweise ein Fond, eine Sauce oder eine Suppe in die Fetttrennkanne gegossen und diese stehengelassen, trennen sich nach wenigen Minuten die Phasen. Man kann danach die untere wässrige Phase vorsichtig abgießen – und eventuell mehr zu trennende Flüssigkeit nachgießen – und hat nach der Abtrennung die Möglichkeit, sowohl die wässrige als auch die fettige/ölige Phase weiter verarbeiten zu können.
Eine Fettabtrennung mittels dieser kleinen Kanne erlaubt, Aromakomponenten (beispielsweise in der wässrigen Phase eines Sudes) weiter zu verwenden, wenn man aus gesundheitlichen Gründen auf zu viel Fett in der Ernährung verzichten und es deshalb abtrennen möchte.

## Alternativen
Alternativen zum Abschöpfen von Fett oder Öl sind vorsichtiges Abschöpfen mit einer Kelle oder Abkühlung/Eingefrieren und Entfernung der erhärteten oberen Phase.

## Fetttrennsauciere

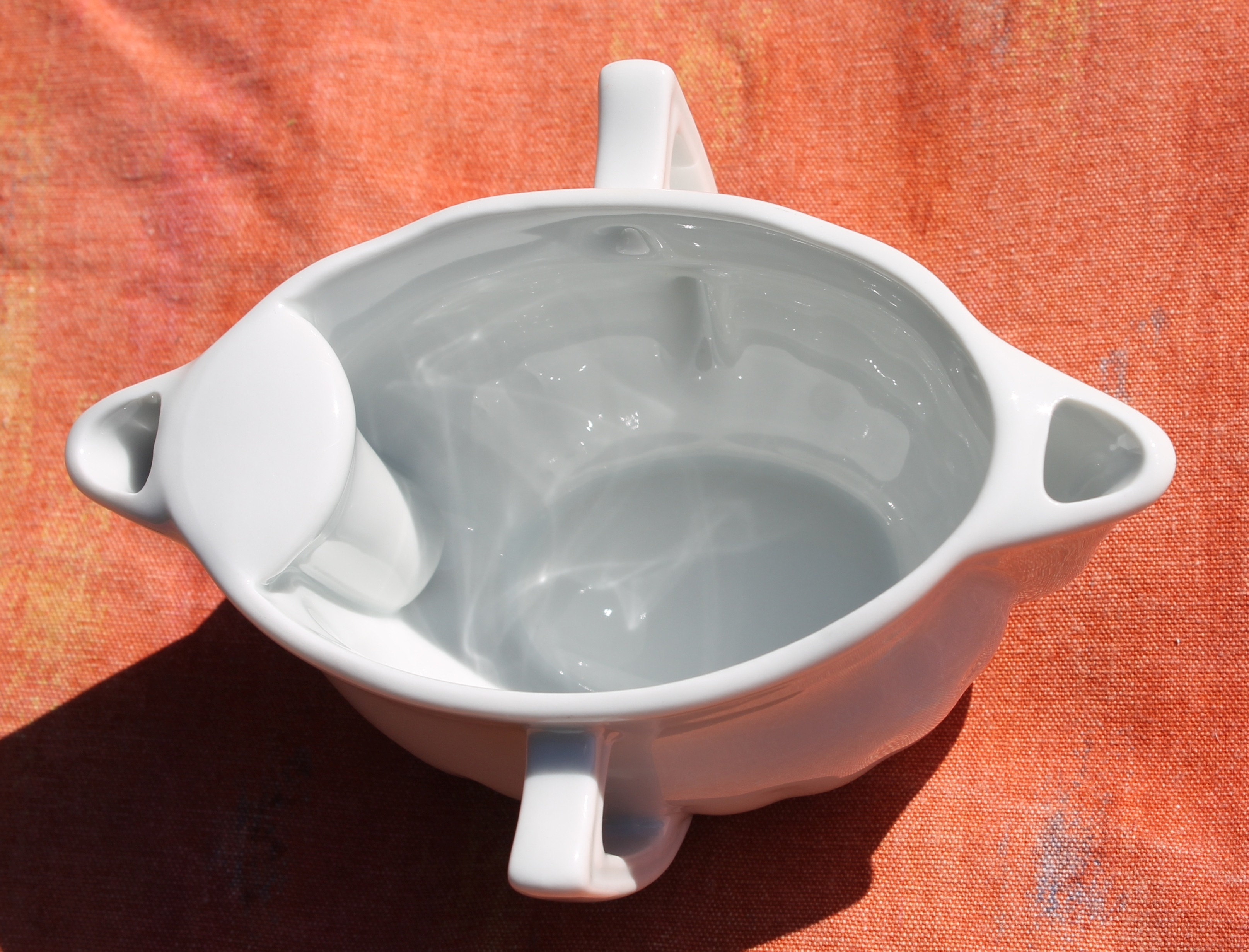
Fetttrennsauciere; der Auslass für die wässrige Phase ist links unten.

Möchte man erst während der Mahlzeit entscheiden, ob man beispielsweise von einer Sauce die fetten oder mageren Anteile bevorzugt, kann man eine
speziell konstruierte Sauciere zur Fetttrennung verwenden.